# Bajan-Ölgij
Bajan-Ölgij (Баян-Өлгий med mongolisk kyrillisk skrift; Баян Өлгей, Bajan Ölgej, på kazakiska) är en provins (ajmag) i västra Mongoliet. Den har totalt 91 068 invånare (2000) och en areal på 45 700 km². Provinsens huvudstad är Ölgii. Mongoliets högsta berg, Tavan Bogd Uul (4374 meter), är beläget i provinsen.
Bajan-Ölgij bildades år 1940. Den skiljer sig från resten av Mongoliet eftersom dess befolkning till största del består av kazaker. Det vanligaste språket är därför kazakiska och den dominerande religionen islam.
I väster gränsar provinsen till den kinesiska prefekturen Ili som också har en betydande kazakisk befolkning.

## Administrativ indelning
Provinsen är indelad i 13 distrikt (sum): Altantsögts, Altaj, Bajannuur, Bugat, Bulgan, Bujant, Delüün, Nogoonnuur, Ölgij, Sagsaj, Tolbo, Tsengel och Ulaanchus.